# Enter the Dragon
Enter the Dragon er en kampsportsfilm produceret i Hong Kong i 1973. Filmen er instrueret af Robert Clouse og i hovedrollerne medvirker Bruce Lee, Jim Kelly og John Saxon. Det var Bruce Lees sidste film før hans død den 20. juli 1973. 
Filmen kostede $850.000 at producere, men indspillede på verdensplan $90.000.000. 